# Microlycus erdoesi
Microlycus erdoesi är en stekelart som beskrevs av Boucek 1959. Microlycus erdoesi ingår i släktet Microlycus och familjen finglanssteklar. Arten är reproducerande i Sverige. Inga underarter finns listade i Catalogue of Life.